# José García-Margallo y Marfil

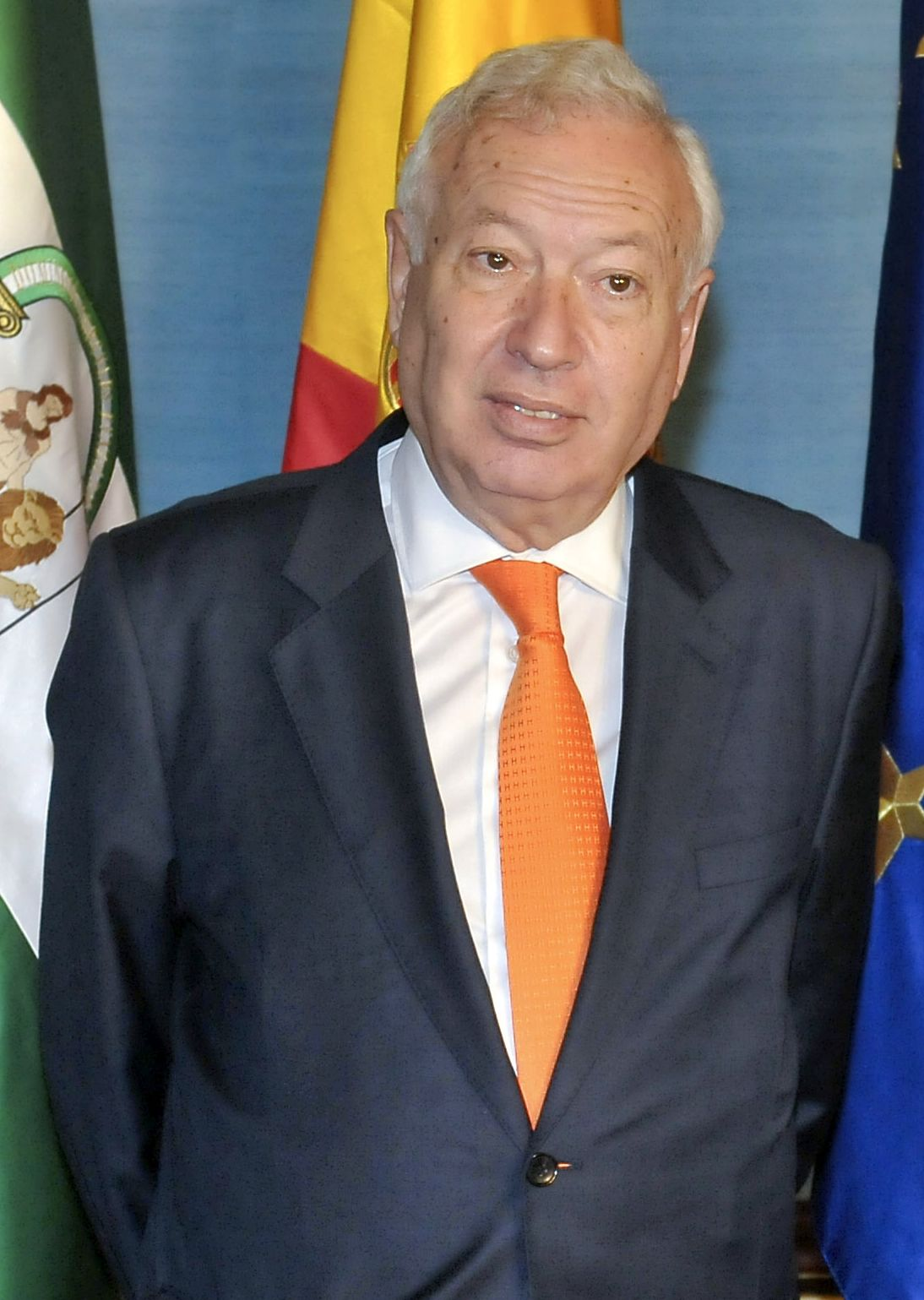

José Manuel García-Margallo y Marfil este un om politic spaniol, membru al Parlamentului European în perioada 1999-2004 din partea Spaniei și ministru de externe al Spaniei în perioada 2011-2016.